# Middleton (Idaho)
Middleton – miasto w Stanach Zjednoczonych, w stanie Idaho, w hrabstwie Canyon.